# Worthington Springs
Worthington Springs est une ville américaine située dans le comté d'Union en Floride.

## Démographie
| 1970 | 1980 | 1990 | 2000 | 2010 | - |
| ---- | ---- | ---- | ---- | ---- | - |
| 214  | 220  | 178  | 193  | 181  | - |

Selon le recensement de 2010, Worthington Springs compte 181 habitants. La municipalité s'étend sur 0,35 milles carrés (0,91 km2).